# Joseph Rey
Joseph Auguste Rey (* 10. September 1899 in Colmar; † 26. Juli 1990 ebenda) war ein französischer Politiker.
Rey war von 1947 bis 1977 Oberbürgermeister der Stadt Colmar. Von Januar 1956 bis Dezember 1958 war er außerdem Abgeordneter in der französischen Nationalversammlung.
Er initiierte 1956 erste Begegnungen zwischen Bürgermeistern von beiden Seiten des Rheins. Daraus entstand 1964 die Interessengemeinschaft Mittleres Elsass-Breisgau (CIMAB).

## Ehrungen
- 1967: Großes Verdienstkreuz der Bundesrepublik Deutschland